# Hexablemma cataphractum
Hexablemma cataphractum là một loài nhện trong họ Tetrablemmidae. Chúng thuộc chi đơn loài Hexablemma, được Berland miêu tả năm 1920.